# Sierro
Sierro – gmina w Hiszpanii, w prowincji Almería, w Andaluzji, o powierzchni 27,44 km². W 2011 roku gmina liczyła 439 mieszkańców.